# مديرية أرياف المكلا

تعديل مصدري - تعديل

مديرية أرياف المكلا إحدى مديريات محافظة حضرموت في شرق اليمن. تحيط المديرية من الغرب بمدينة المكلا التي تمثل مديرية أخرى. بلغ عدد سكان مديرية أرياف المكلا 16748 نسمة عام 2004.

موقع مديرية أرياف المكلا في محافظة حضرموت